# The Red Tour
A Red Tour foi a terceira turnê mundial da cantora estadunidense Taylor Swift, realizada em suporte ao seu quarto álbum de estúdio, Red (2012). A turnê foi dividida em quatro partes, passando pela América do Norte, Oceania, Europa e finalizando na Ásia.

## Anúncio e Estrutura
No dia 26 de outubro de 2012, Swift anunciou que daria início à turnê para promover seu álbum Red no final do primeiro trimestre de 2013. A Red Tour contou com 66 shows, passando por 34 estados dos Estados Unidos, com a participação de Ed Sheeran como ato de abertura em 58 shows na América do Norte. A primeira apresentação ocorreu em Omaha, Nebraska, e a última em Nashville, Tennessee.

## Sucesso Comercial
Em setembro de 2013, o site Huffington Post publicou que a Red Tour foi a turnê internacional mais rentável, com um faturamento de 3,2 milhões de dólares. Apenas na primeira parte da turnê, entre março e setembro, a turnê recebeu um público de 1,2 milhão de pessoas.

## Expansão da Turnê
No dia 8 de maio de 2013, Swift anunciou por meio de um vídeo no YouTube que a turnê seria levada à Oceania, no período de 29 de novembro a 14 de dezembro de 2013. Foram incluídas 7 novas datas à turnê, nas cidades de Auckland, Sydney, Brisbane, Perth e Melbourne.
No dia 29 de setembro de 2013, novamente com um vídeo postado em seu canal oficial do YouTube, a cantora anunciou que a turnê seria levada para a Europa, para as cidades de Londres e Berlim, no período de 1 a 11 de fevereiro de 2014.
No dia 12 de fevereiro de 2014, através de sua conta no YouTube, Swift anunciou novas datas à turnê durante o mês de junho do mesmo ano, com apresentações no continente asiático, com apoio da Unilever. Cidades como Manila, Jacarta e Singapura foram algumas das paradas da turnê.

## Repertório e Temática
A turnê contou com músicas de grande sucesso da cantora, como "Love Story" e "You Belong with Me" numa versão mais sensual, além dos sucessos do álbum Red. Além disso, Swift deixou o tema teatral dos contos de fadas das suas turnês anteriores e focou em uma temática mais adulta e realista.

## Atos de Abertura
- Ed Sheeran (América do Norte) [1]
- Austin Mahone (América do Norte)
- Joel Crouse (América do Norte) (datas selecionadas)[1]
- Brett Eldredge (América do Norte) (datas selecionadas)[1]
- Casey James (América do Norte) (datas selecionadas)[1]
- Florida Georgia Line (América do Norte) (datas selecionadas)[1]
- Neon Trees  (Oceania)
- Guy Sebastian (Oceania) (datas selecionadas)
- The Vamps  (Reino Unido)

## Repertório
1. "State Of Grace"
2. "Holy Ground"
3. "Red"
4. "You Belong With Me"
5. "The Lucky One"
6. "Mean"
7. "Stay Stay Stay"/"Ho Hey (cover)"
8. "22"
9. "Begin Again"
10. "Everything Has Changed"
11. "I Almost Do"
12. "Sparks Fly"
13. "I Knew You Were Trouble"
14. "All Too Well"
15. "Love Story"
16. "Treacherous"
17. "We Are Never Ever Getting Back Together"

- Em datas selecionadas, Taylor cantou "Stay Stay Stay" antes de "22".
- A cada show Taylor cantou uma música diferente no lugar de "I Almost Do".
- No show em Berlim, Taylor cantou "You Belong With Me" antes de "Sparks Fly" ao invés de cantá-la antes de "The Lucky One".
- Nos shows na oceania, Taylor cantou "You Belong With Me" antes de "Sparks Fly" ao invés de cantá-la antes de "The Lucky One". Além disso, "I Almost Do" não foi cantada.

1. "State Of Grace"
2. "Holy Ground"
3. "Red"
4. "The Lucky One"
5. "Mean"
6. "22"
7. "You Belong With Me"
8. "I Almost Do"
9. "Sparks Fly"
10. "I Knew You Were Trouble"
11. "All Too Well"
12. "Love Story"
13. "We Are Never Ever Getting Back Together"

- Em cada show, Taylor cantou uma música diferente no lugar de "I Almost Do".

## Datas
| Data                    | Cidade           | País             | Local                     | Atos de abertura                              | Público                      | Receita          |
| América do Norte        | América do Norte | América do Norte | América do Norte          | América do Norte                              | América do Norte             | América do Norte |
| ----------------------- | ---------------- | ---------------- | ------------------------- | --------------------------------------------- | ---------------------------- | ---------------- |
| 13 de março de 2013     | Omaha            | Estados Unidos   | CenturyLink Center Omaha  | Ed Sheeran Brett Eldredge                     | 27,877 / 27,877              | US$ 2,243,164    |
| 14 de março de 2013     | Omaha            | Estados Unidos   | CenturyLink Center Omaha  | Ed Sheeran Brett Eldredge                     | 27,877 / 27,877              | US$ 2,243,164    |
| 18 de março de 2013     | St. Louis        | Estados Unidos   | Scottrade Center          | Ed Sheeran Brett Eldredge                     | 28,582 / 28,582              | US$ 2,346,203    |
| 19 de março de 2013     | St. Louis        | Estados Unidos   | Scottrade Center          | Ed Sheeran Brett Eldredge                     | 28,582 / 28,582              | US$ 2,346,203    |
| 22 de março de 2013     | Charlotte        | Estados Unidos   | Time Warner Cable Arena   | Ed Sheeran Brett Eldredge                     | 14,686 / 14,686              | US$ 1,162,733    |
| 23 de março de 2013     | Columbia         | Estados Unidos   | Colonial Life Arena       | Ed Sheeran Brett Eldredge                     | 12,490 / 12,490              | US$ 996,114      |
| 27 de março de 2013     | Newark           | Estados Unidos   | Prudential Center         | Ed Sheeran Florida Georgia Line               | 38,065 / 38,065              | US$ 3,565,317    |
| 28 de março de 2013     | Newark           | Estados Unidos   | Prudential Center         | Ed Sheeran Florida Georgia Line               | 38,065 / 38,065              | US$ 3,565,317    |
| 29 de março de 2013     | Newark           | Estados Unidos   | Prudential Center         | Ed Sheeran Florida Georgia Line               | 38,065 / 38,065              | US$ 3,565,317    |
| 10 de abril de 2013     | Miami            | Estados Unidos   | American Airlines Arena   | Ed Sheeran Brett Eldredge                     | 12,808 / 12,808              | US$ 1,010,175    |
| 11 de abril de 2013     | Orlando          | Estados Unidos   | Amway Center              | Ed Sheeran Brett Eldredge                     | 25,617 / 25,617              | US$ 2,054,128    |
| 12 de abril de 2013     | Orlando          | Estados Unidos   | Amway Center              | Ed Sheeran Brett Eldredge                     | 25,617 / 25,617              | US$ 2,054,128    |
| 13 de abril de 2013     | Atlanta          | Estados Unidos   | Philips Arena             | Ed Sheeran Brett Eldredge                     | 25,471 / 25,471              | US$ 2,048,023    |
| 19 de abril de 2013     | Atlanta          | Estados Unidos   | Philips Arena             | Ed Sheeran Brett Eldredge                     | 25,471 / 25,471              | US$ 2,048,023    |
| 20 de abril de 2013     | Tampa            | Estados Unidos   | Tampa Bay Times Forum     | Ed Sheeran Brett Eldredge                     | 14,080 / 14,080              | US$ 1,132,095    |
| 25 de abril de 2013     | Cleveland        | Estados Unidos   | Quicken Loans Arena       | Ed Sheeran Brett Eldredge                     | 15,336 / 15,336              | US$ 1,247,605    |
| 26 de abril de 2013     | Indianápolis     | Estados Unidos   | Bankers Life Fieldhouse   | Ed Sheeran Brett Eldredge                     | 13,573 / 13,573              | US$ 1,082,042    |
| 27 de abril de 2013     | Lexington        | Estados Unidos   | Rupp Arena                | Ed Sheeran Brett Eldredge                     | 17,003 / 17,003              | $1,342,699       |
| 4 de maio de 2013       | Detroit          | Estados Unidos   | Ford Field                | Ed Sheeran Austin Mahone Florida Georgia Line | 48,265 / 48,265              | US$ 3,969,059    |
| 7 de maio de 2013       | Louisville       | Estados Unidos   | KFC Yum! Center           | Ed Sheeran Florida Georgia Line               | 15,135 / 15,135              | US$ 1,246,491    |
| 8 de maio de 2013       | Columbus         | Estados Unidos   | Nationwide Arena          | Ed Sheeran Florida Georgia Line               | 14,267 / 14,267              | US$ 1,155,170    |
| 11 de maio de 2013      | Washington, D.C. | Estados Unidos   | Verizon Center            | Ed Sheeran Brett Eldredge                     | 27,619 / 27,619              | US$ 2,489,205    |
| 12 de maio de 2013      | Washington, D.C. | Estados Unidos   | Verizon Center            | Ed Sheeran Brett Eldredge                     | 27,619 / 27,619              | US$ 2,489,205    |
| 16 de maio de 2013      | Houston          | Estados Unidos   | Toyota Center             | Ed Sheeran Brett Eldredge                     | 12,467 / 12,467              | US$ 961,422      |
| 21 de maio de 2013      | Austin           | Estados Unidos   | Frank Erwin Center        | Ed Sheeran Florida Georgia Line               | 11,916 / 11,916              | US$ 935,631      |
| 22 de maio de 2013      | San Antonio      | Estados Unidos   | AT&T Center               | Ed Sheeran Florida Georgia Line               | 13,974 / 13,974              | US$ 1,105,253    |
| 25 de maio de 2013      | Arlington        | Estados Unidos   | Cowboys Stadium           | Ed Sheeran Austin Mahone Florida Georgia Line | 53,020 / 53,020              | $4,589,266       |
| 28 de maio de 2013      | Glendale         | Estados Unidos   | Jobing.com Arena          | Ed Sheeran Joel Crouse                        | 26,705 / 26,705              | US$ 2,239,370    |
| 29 de maio de 2013      | Glendale         | Estados Unidos   | Jobing.com Arena          | Ed Sheeran Joel Crouse                        | 26,705 / 26,705              | US$ 2,239,370    |
| 1º de junho de 2013     | Salt Lake City   | Estados Unidos   | EnergySolutions Arena     | Ed Sheeran Joel Crouse                        | 14,007 / 14,007              | US$ 1,139,360    |
| 2 de junho de 2013      | Denver           | Estados Unidos   | Pepsi Center              | Ed Sheeran Joel Crouse                        | 13,489 / 13,489              | US$ 1,076,069    |
| 14 de junho de 2013     | Toronto          | Canadá           | Rogers Centre             | Ed Sheeran Austin Mahone Joel Crouse          | 87,627 / 87,627              | US$ 7,863,310    |
| 15 de junho de 2013     | Toronto          | Canadá           | Rogers Centre             | Ed Sheeran Austin Mahone Joel Crouse          | 87,627 / 87,627              | US$ 7,863,310    |
| 22 de junho de 2013     | Winnipeg         | Canadá           | Investors Group Field     | Ed Sheeran Austin Mahone Joel Crouse          | 33,061 / 33,061              | US$ 3,175,430    |
| 25 de junho de 2013     | Edmonton         | Canadá           | Rexall Place              | Ed Sheeran Joel Crouse                        | 25,663 / 25,663              | US$ 2,379,870    |
| 26 de junho de 2013     | Edmonton         | Canadá           | Rexall Place              | Ed Sheeran Joel Crouse                        | 25,663 / 25,663              | US$ 2,379,870    |
| 29 de junho de 2013     | Vancouver        | Canadá           | BC Place                  | Ed Sheeran Austin Mahone Joel Crouse          | 41,142 / 41,142              | US$ 3,974,410    |
| 6 de julho de 2013      | Pittsburgh       | Estados Unidos   | Heinz Field               | Ed Sheeran Austin Mahone Joel Crouse          | 56,047 / 56,047              | US$ 4,718,518    |
| 13 de julho de 2013     | East Rutherford  | Estados Unidos   | MetLife Stadium           | Ed Sheeran Austin Mahone Joel Crouse          | 52,399 / 52,399              | US$ 4,670,011    |
| 19 de julho de 2013     | Filadélfia       | Estados Unidos   | Lincoln Financial Field   | Ed Sheeran Austin Mahone Joel Crouse          | 101,277 / 101,277            | US$ 8,822,335    |
| 20 de julho de 2013     | Filadélfia       | Estados Unidos   | Lincoln Financial Field   | Ed Sheeran Austin Mahone Joel Crouse          | 101,277 / 101,277            | US$ 8,822,335    |
| 26 de julho de 2013     | Foxborough       | Estados Unidos   | Gillette Stadium          | Ed Sheeran Austin Mahone Joel Crouse          | 110,712 / 110,712            | US$ 9,464,063    |
| 27 de julho de 2013     | Foxborough       | Estados Unidos   | Gillette Stadium          | Ed Sheeran Austin Mahone Joel Crouse          | 110,712 / 110,712            | US$ 9,464,063    |
| 1º de agosto de 2013    | Des Moines       | Estados Unidos   | Wells Fargo Arena         | Ed Sheeran Florida Georgia Line               | 13,368 / 13,368              | US$ 1,075,576    |
| 2 de agosto de 2013     | Kansas City      | Estados Unidos   | Sprint Center             | Ed Sheeran Florida Georgia Line               | 26,412 / 26,412              | US$ 2,093,172    |
| 3 de agosto de 2013     | Kansas City      | Estados Unidos   | Sprint Center             | Ed Sheeran Florida Georgia Line               | 26,412 / 26,412              | US$ 2,093,172    |
| 6 de agosto de 2013     | Wichita          | Estados Unidos   | Intrust Bank Arena        | Ed Sheeran Casey James                        | 12,231 / 12,231              | US$ 983,882      |
| 7 de agosto de 2013     | Tulsa            | Estados Unidos   | BOK Center                | Ed Sheeran Casey James                        | 10,949 / 10,949              | $868,955         |
| 8 de agosto de 2013     | Chicago          | Estados Unidos   | Soldier Field             | Ed Sheeran Austin Mahone Casey James          | 50,809 / 50,809              | US$ 4,149,148    |
| 15 de agosto de 2013    | San Diego        | Estados Unidos   | Valley View Casino Center | Ed Sheeran Casey James                        | 10,872 / 10,872              | US$ 948,541      |
| 19 de agosto de 2013    | Los Angeles      | Estados Unidos   | Staples Center            | Ed Sheeran Casey James                        | 55,829 / 55,829              | US$ 4,734,463    |
| 20 de agosto de 2013    | Los Angeles      | Estados Unidos   | Staples Center            | Ed Sheeran Casey James                        | 55,829 / 55,829              | US$ 4,734,463    |
| 23 de agosto de 2013    | Los Angeles      | Estados Unidos   | Staples Center            | Ed Sheeran Casey James                        | 55,829 / 55,829              | US$ 4,734,463    |
| 24 de agosto de 2013    | Los Angeles      | Estados Unidos   | Staples Center            | Ed Sheeran Casey James                        | 55,829 / 55,829              | US$ 4,734,463    |
| 27 de agosto de 2013    | Sacramento       | Estados Unidos   | Sleep Train Arena         | Ed Sheeran Casey James                        | 12,795 / 12,795              | US$ 1,138,103    |
| 30 de agosto de 2013    | Portland         | Estados Unidos   | Moda Center               | Ed Sheeran Casey James                        | 13,952 / 13,952              | US$ 1,084,760    |
| 31 de agosto de 2013    | Tacoma           | Estados Unidos   | Tacoma Dome               | Ed Sheeran Casey James                        | 20,348 / 20,348              | US$ 1,584,049    |
| 6 de setembro de 2013   | Fargo            | Estados Unidos   | Fargodome                 | Ed Sheeran Casey James                        | 21,073 / 21,073              | US$ 1,661,578    |
| 7 de setembro de 2013   | Saint Paul       | Estados Unidos   | Xcel Energy Center        | Ed Sheeran Casey James                        | 28,920 / 28,920              | US$ 2,320,937    |
| 8 de setembro de 2013   | Saint Paul       | Estados Unidos   | Xcel Energy Center        | Ed Sheeran Casey James                        | 28,920 / 28,920              | US$ 2,320,937    |
| 12 de setembro de 2013  | Greensboro       | Estados Unidos   | Greensboro Coliseum       | Ed Sheeran Casey James                        | 13,650 / 13,650              | US$ 1,109,253    |
| 13 de setembro de 2013  | Raleigh          | Estados Unidos   | PNC Arena                 | Ed Sheeran Casey James                        | 13,941 / 13,941              | US$ 1,088,612    |
| 14 de setembro de 2013  | Charlottesville  | Estados Unidos   | John Paul Jones Arena     | Ed Sheeran Casey James                        | 12,689 / 12,689              | US$ 997,216      |
| 19 de setembro de 2013  | Nashville        | Estados Unidos   | Bridgestone Arena         | Ed Sheeran Casey James                        | 41,292 / 41,292              | US$ 3,336,545    |
| 20 de setembro de 2013  | Nashville        | Estados Unidos   | Bridgestone Arena         | Ed Sheeran Casey James                        | 41,292 / 41,292              | US$ 3,336,545    |
| 21 de setembro de 2013  | Nashville        | Estados Unidos   | Bridgestone Arena         | Ed Sheeran Casey James                        | 41,292 / 41,292              | US$ 3,336,545    |
| Oceania                 |                  |                  |                           |                                               |                              |                  |
| 29 de novembro de 2013  | Auckland         | Nova Zelândia    | Vector Arena              | Neon Trees                                    | 30,799 / 30,799              | US$ 3,100,290    |
| 30 de novembro de 2013  | Auckland         | Nova Zelândia    | Vector Arena              | Neon Trees                                    | 30,799 / 30,799              | US$ 3,100,290    |
| 1º de dezembro de 2013  | Auckland         | Nova Zelândia    | Vector Arena              | Neon Trees                                    | 30,799 / 30,799              | US$ 3,100,290    |
| 4 de dezembro de 2013   | Sydney           | Austrália        | Allianz Stadium           | Guy Sebastian Neon Trees                      | 40,930 / 40,930              | US$ 4,096,060    |
| 7 de dezembro de 2013   | Brisbane         | Austrália        | Suncorp Stadium           | Guy Sebastian Neon Trees                      | 38,907 / 38,907              | US$ 3,895,810    |
| 11 de dezembro de 2013  | Perth            | Austrália        | nib Stadium               | Guy Sebastian Neon Trees                      | 21,827 / 21,827              | US$ 2,364,080    |
| 14 de dezembro de 2013  | Melbourne        | Austrália        | Etihad Stadium            | Guy Sebastian Neon Trees                      | 47,257 / 47,257              | US$ 4,547,250    |
| Europa                  |                  |                  |                           |                                               |                              |                  |
| 1º de fevereiro de 2014 | Londres          | Inglaterra       | The O2 Arena              | The Vamps                                     | 74,740 / 74,740              | US$ 5,829,240    |
| 2 de fevereiro de 2014  | Londres          | Inglaterra       | The O2 Arena              | The Vamps                                     | 74,740 / 74,740              | US$ 5,829,240    |
| 4 de fevereiro de 2014  | Londres          | Inglaterra       | The O2 Arena              | The Vamps                                     | 74,740 / 74,740              | US$ 5,829,240    |
| 7 de fevereiro de 2014  | Berlim           | Alemanha         | O2 World                  | Andreas Bourani                               | 10,350 / 10,350              | US$ 755,006      |
| 10 de fevereiro de 2014 | Londres          | Inglaterra       | The O2 Arena              | The Vamps                                     | [ a ]                        | [ a ]            |
| 11 de fevereiro de 2014 | Londres          | Inglaterra       | The O2 Arena              | The Vamps                                     | [ a ]                        | [ a ]            |
| Ásia                    |                  |                  |                           |                                               |                              |                  |
| 30 de maio de 2014      | Xangai           | China            | Mercedes-Benz Arena       | —                                             | 12,793 / 12,793              | US$ 1,864,934    |
| 1º de junho de 2014     | Saitama          | Japão            | Saitama Super Arena       | CTS                                           | 20,046 / 20,046              | US$ 1,837,147    |
| 6 de junho de 2014      | Manila           | Filipinas        | Mall of Asia Arena        | Meg Bucsit                                    | 9,775 / 9,775                | US$ 1,511,662    |
| 9 de junho de 2014      | Kallang          | Singapura        | Singapore Indoor Stadium  | Imprompt-3                                    | 16,344 / 16,344              | US$ 2,524,080    |
| 11 de junho de 2014     | Kuala Lumpur     | Malásia          | Putra Indoor Stadium      | IamNeeta                                      | 7,525 / 7,525                | US$ 998,608      |
| 12 de junho de 2014     | Kallang          | Singapura        | Singapore Indoor Stadium  | Imprompt-3                                    | [ b ]                        | [ b ]            |
| Total                   | Total            | Total            | Total                     | Total                                         | 1,702,933 / 1,702,933 (100%) | US$ 150,184,971  |